# Ron Harper (ator)
Ronald Robert Harper (Turtle Creek, 12 de janeiro de 1933 – Los Angeles, 21 de março de 2024) foi um ator americano de televisão e cinema. Ele mora na Califórnia e continua atuando.

## Vida e carreira
Ronald Robert Harper nasceu em Turtle Creek, Pensilvânia, perto de Pittsburgh. Depois de ganhar A's direto na Turtle Creek High School, ele foi para a Universidade de Princeton, onde foi membro da University Players.  Foi-lhe oferecida uma bolsa para estudar direito em Harvard, mas optou por estudar interpretação com Lee Strasberg.
Depois de servir na Marinha dos EUA durante a Guerra da Coreia, Harper retornou a Nova York. Depois de várias decepções, ele ganhou um emprego como aluno de Paul Newman na peça da Broadway Sweet Bird of Youth em 1959. Mudando-se para Hollywood, seu primeiro papel foi em 1960 para a série de televisão da NBC Tales of Wells Fargo. Seguiram-se constantes aparições na televisão, incluindo um papel na série da NBC The Tall Man. Em dezembro de 1960, ele apareceu no episódio "Duel at Parkison Town" da NBC Laramie, e três anos depois em seu episódio "Edge of Evil". Além disso, em dezembro de 1960, ele apareceu em Wagon Train (S4, Ep12, The River Crossing).
Harper apareceu em novelas, incluindo as séries da CBS Where the Heart Is e Love of Life. Ele apareceu como um artista regular para várias séries de televisão, incluindo Planet of the Apes, e como Tio Jack para a terceira temporada de Land of the Lost. Seus créditos no cinema incluíram papéis em Below Utopia (1997), The Odd Couple II (1998), Freedom Strike (1998), Glass Trap (2005) e The Poughkeepsie Tapes (2007).

## Morte
Harper morreu no dia 21 de março de 2024, aos 91 anos.

## Séries de televisão
Na fila de trás, LR James Naughton e Roddy McDowell; frente: Ron Harper, em Planet of the Apes (série de TV, 1974)
- 87th Precinct (1961–1962), um drama policial com Robert Lansing.
- Wendy and Me (1964–1965), uma comédia com George Burns, Connie Stevens, J. Pat O'Malley e James T. Callahan.
- The Jean Arthur Show (1966), uma comédia, como Paul Marshall, filho da fictícia advogada Patricia Marshall, interpretada por Jean Arthur.
- Gorilas de Garrison (1967–1968), umasérie dramática da Segunda Guerra Mundial.
- Planet of the Apes (1974) como Alan Virdon, um dos astronautas.
- Land of the Lost (terceira temporada, 1976) como tio Jack Marshall.
- Amando uma novela, como Charles Hartman (1988).
- Capitol uma novela, como Jarret Morgan / Baxter Mccandless.
- Generations , uma novela, como Peter Whitmore (1990–1991).